# Populus simonii
Populus simonii é uma espécie de árvore do gênero Populus, pertencente à família Salicaceae. É nativa da Mongólia e China.